# A les barricades
A les barricades és una cançó anarquista, molt popular durant la Guerra Civil espanyola. Himne dels anarquistes internacionals (la Warszawianka), va ser adoptat com a tal per la Confederació Nacional del Treball (CNT).

## Història
Originalment anomenada Varchavianka, Warschawjanka o Varsoviana, fou composta, el 1883 pel poeta polonès Wacław Święcicki, quan fou tancat en una presó de Varsòvia, en un moment en què el moviment obrer polonès sostenia dures bregues reivindicatives i lluitava contra l'ocupació russa. La cançó es basà en un tema popular polonès (unes altres versions apunten a La marxa dels zuaus). Es cantà, per primera volta, en la manifestació obrera del 2 de març del 1885 a Varsòvia i es popularitzà i versionà a tot Europa per la solidaritat del moviment obrer amb Polònia.
Amb el nom de Marcha triunfal i el subtítol A las barricadas! se'n publicà la partitura, el novembre del 1933, en el suplement de la revista Tierra y Libertad de Barcelona.
La marxa militar francesa Les hussards de Bercheny prengué la melodia d'aquesta cançó, influenciats pels maquis espanyols que haurien portat la melodia a França durant la Segona Guerra Mundial.
A les Barricades! és, l'himne de la Confederació Nacional del Treball (CNT).

## Lletra
Josep Pedreira explica a les seves memòries que la lletra original en català que ell recorda era la següent:
Negres tempestes agiten els aires, 

núvols sinistres enceguen l'esguard,

encara que ens esperi la mort més cruenta,

contra l'adversari havem de lluitar.

L'única riquesa és la llibertat

i cal defensar-la amb coratge i fe.

Alta la bandera revolucionària

que sens repòs ens mena al triomf del nostre anhel.

Dempeus tot el poble!

Tots a la lluita!

Esfondrem amb fúria la reacció!

A les barricades!

A les barricades!

Per la victòria de la Confederació!
També diu que a la Roja i Negra es cantava amb una variant que consistia a reemplaçar l'últim vers, Per la victòria de la Confederació!, pel vers Per la victòria de la CNT i la FAI!.
Com a la majoria de cançons, contes, receptes i altres manifestacions culturals molt populars transmeses per via oral, n'existeixen diverses versions amb petites variants entre elles.

## Artistes que la interpretaren
- A Palo Seko.[4]
- Ades.[5]
- Asto Pituak[6]
- Dandelion Junk Queens.[7]
- Jean-Marc Leclercq.[8]
- Les Amis de ta Femme.[9]
- Los Dólares.[10]
- Los Muertos De Cristo.[11]
- Pascal Comelade.[12]
- Serge Utgé-Royo.[13]
- Juanito Piquete y Los Solidarios (https://solidarios.bandcamp.com/track/a-les-barricades)
- Martirio (Maribel Quiñones).[14]